# Willa Bolesława Pietrusińskiego w Warszawie
Willa Bolesława Pietrusińskiego – jednopiętrowy zabytkowy dom wzniesiony w 1930 przy ulicy Tykocińskiej 15 na terenie osiedla Targówek Mieszkaniowy w dzielnicy Targówek w Warszawie.

## Historia
Przed II wojną światową w willi mieszkał i pracował jej projektant architekt Bolesław Pietrusiński, po wojnie natomiast w budynku willi działał chwilowo komitet PPR, a następnie przedszkole i urząd ZUS. 
W latach 90. XX wieku budynek odzyskali spadkobiercy wcześniejszych właścicieli. W 2009 obiekt został wpisany do rejestru zabytków, zaś w 2012 willę nabyła i wyremontowała spółka Grudnik Nieruchomości.